# Ozzy Wiesblatt
Ozzy Wiesblatt (né le 9 mars 2002 à Calgary, dans la province de l'Alberta au Canada) est un joueur professionnel canadien de hockey sur glace. Il évolue au poste de ailier droit.

## Biographie

### Carrière en club
Il est choisi au premier tour, en 31e position par les Sharks de San José lors du repêchage d'entrée dans la LNH 2020. Le 23 juin 2024, il est échangé aux Predators de Nashville en retour d'Iegor Afanassiev.

## Statistiques

### En club
| Saison    | Équipe                   | Ligue |    | Saison régulière | Saison régulière | Saison régulière | Saison régulière | Saison régulière |   | Séries éliminatoires | Séries éliminatoires | Séries éliminatoires | Séries éliminatoires | Séries éliminatoires |
| Saison    | Équipe                   | Ligue | PJ | B                | A                | Pts              | Pun              | PJ               | B | A                    | Pts                  | Pun                  |                      |                      |
| 2017-2018 | Raiders de Prince Albert | LHOu  | 1  | 1                | 0                | 1                | 0                | -                | - | -                    | -                    | -                    |                      |                      |
| 2018-2019 | Raiders de Prince Albert | LHOu  | 64 | 15               | 24               | 39               | 20               | 23               | 5 | 5                    | 10                   | 2                    |                      |                      |
| 2019-2020 | Raiders de Prince Albert | LHOu  | 64 | 25               | 45               | 70               | 36               | -                | - | -                    | -                    | -                    |                      |                      |
| 2020-2021 | Barracuda de San José    | LAH   | 6  | 2                | 1                | 3                | 0                | -                | - | -                    | -                    | -                    |                      |                      |
| 2021-2022 | Raiders de Prince Albert | LHOu  | 43 | 10               | 31               | 41               | 55               | 3                | 0 | 1                    | 1                    | 0                    |                      |                      |
| 2022-2023 | Barracuda de San José    | LAH   | 45 | 6                | 9                | 15               | 30               | -                | - | -                    | -                    | -                    |                      |                      |
| 2023-2024 | Barracuda de San José    | LAH   | 34 | 3                | 8                | 11               | 33               | -                | - | -                    | -                    | -                    |                      |                      |
| 2023-2024 | Admirals de Milwaukee    | LAH   | 16 | 1                | 5                | 6                | 22               | 15               | 2 | 7                    | 9                    | 12                   |                      |                      |

## Trophées et distinctions

### Ligue de hockey de l'Ouest
- Il remporte la Coupe Ed Chynoweth avec les Raiders de Prince Albert en 2018-2019.